# Carmen Nelei
Il Carmen Nelei ("Carme di Néleo") è un'anonima opera letteraria latina di età arcaica, di cui restano pochi frammenti. Si tratta dell'unico dei carmina convivalia, testi di argomento prevalentemente epico o leggendario che venivano recitati durante i banchetti presso le case delle più prestigiose famiglie romane, di cui abbiamo notizia, assieme al Carmen Priami.
A differenza del Carmen Priami, però, il Carmen Nelei non era composto di versi saturni, ma di senari giambici. Non è possibile stabilire con sicurezza quando l'opera fu scritta, probabilmente tra il III e il II secolo a.C., tuttavia essa testimonia l'esistenza di una materia epica a Roma anche nella fase preletteraria.
Il Carmen Nelei narra la storia di due bambini, Neleo e Pélia, figli del dio Poseidone e della mortale Tiro, che furono abbandonati nella acque di un fiume e tratti in salvo da una famiglia di pastori che li crebbe. Una volta cresciuti, i due si presentarono alla madre e posero fine ai maltrattamenti che ella era costretta a subire. La leggenda dei gemelli salvati dalle acque è riconducibile in realtà a un archetipo tipico del mondo mediterraneo, che è anche alla base della vicenda biblica di Mosè e di quella di Romolo e Remo.